# Тарахтий, Фёдор Иванович
Фёдор Иванович Тарахтий (2 февраля 1924 — 4 июня 2006) — наводчик миномёта 260-го гвардейского стрелкового полка (86-я гвардейская стрелковая дивизия, 46-я армия, 2-й Украинский фронт), гвардии красноармеец, участник Великой Отечественной войны, кавалер ордена Славы трёх степеней.

## Биография
Родился 2 февраля 1924 года в городе Одесса (Украина) в семье рабочего. Украинец. В 1937 году окончил 7 классов школы № 7.
Трудовую деятельность начал в 1938 году стеклодувом в артели «Комсомолка». С 1939 года трудился на Одесском авторемонтном заводе. В апреле 1941 года поступил автослесарем 136-го участка военстроя. Работал в этой организации и во время обороны Одессы.
В октябре 1941 года, после занятия Одессы гитлеровскими частями ушёл к сестре в село Ковалёвка (Беляевский район Одесской области), здесь пережил оккупацию.
В апреле 1944 года, несмотря на плохое состояние здоровья, добровольно через Ворошиловский райвоенкомат Одессы ушёл на фронт. Весь боевой путь прошёл в составе 260-го гвардейского стрелкового полка 86-й гвардейской стрелковой дивизии.
4 ноября 1944 года в бою в селе Вечеш (юго-восточнее города Будапешт, Венгрия) гвардии красноармеец Тарахтий гранатами подорвал 3 пулемёта и уничтожил до 15 вражеских солдат засевших в домах. Был представлен к награждению орденом Красной Звезды.
Через несколько дней уже исполнял обязанности заряжающего в миномётном расчёте. В том же селе Вечеш в составе расчёта огнём из миномёта уничтожил наблюдательный пункт и 7 гитлеровцев. Награждён медалью «За отвагу».
Приказом по частям 86-й гвардейской стрелковой дивизии от 27 ноября 1944 года (№ 44/н) гвардии красноармеец Тарахтий Фёдор Иванович награждён орденом Славы 3-й степени.
К началу 1945 года воевал уже наводчиком миномёта. 6 января 1945 года в бою возле населённого пункта Дорог (северо-западнее города Будапешт) гвардии красноармеец Тарахтий при отражении атак противника точным миномётным огнём уничтожил 3 вражеских пулемёта, 2 автомашины с боеприпасами, 4 повозки с военным имуществом, более 30 солдат и офицеров противника. Благодаря его действиям наши подразделения удержали занимаемые позиции.
Приказом по войскам 46-й армии от 2 февраля 1945 года (№ 35/н) гвардии красноармеец Тарахтий Фёдор Иванович награждён орденом Славы 2-й степени.
8 апреля 1945 года в бою за населённый пункт Маннерсдорф (юго-западнее города Брук, Австрия) гвардии красноармеец точным огнём миномёта подавил 5 огневых точек противника, уничтожил 3 повозки с боеприпасами и свыше 10 гитлеровцев.
Указом Президиума Верховного Совета СССР от 15 мая 1946 года гвардии красноармеец Тарахтий Фёдор Иванович награждён орденом Славы 1-й степени. Стал полным кавалером ордена Славы.
После Победы продолжал службу в армии, в гарнизоне города Флорешть (Молдавия). В марте 1947 года был демобилизован.
Вернулся в родной город. Работал бойцом ВОХР, слесарем Главморстроя. С сентября 1949 года трудился шофёром в различных организациях Одессы, в последнее время перед пенсией — слесарем в автобусно-троллейбусном паре № 12686.
Жил в городе Одесса (Украина). Умер 4 июня 2006 года.

## Награды
- орден Отечественной войны I степени (11.03.1985)[3]
- орден Славы I степени (15.05.1946)[2]
- орден Славы II степени (02.02.1945)[4]
- орден Славы III степени (10.12.1944)[5]
  - медали, в том числе:
  - «За отвагу» (10.12.1944)[6]
  - «За победу над Германией в Великой Отечественной войне 1941—1945 гг.» (1945)[7]